# Trømborg
Trømborg ist eine Ortschaft in der norwegischen Kommune Indre Østfold in der Provinz (Fylke) Østfold. Der Ort hat 270 Einwohner (Stand: 1. Januar 2024).

## Geografie
Trømborg ist ein sogenannter Tettsted, also eine Ansiedlung, die für statistische Zwecke als eine städtische Siedlung gewertet wird. Der Ort liegt rund sechs Kilometer südlich der ebenfalls zur Kommune Indre Østfold gehörenden Stadt Mysen.

## Verkehr
Trømborg liegt am Riksvei 22. Die Straße stellt in Richtung Norden die Anbindung nach Mysen und zur Europastraße 18 (E18) her. In südwestlicher Richtung führt der Riksvei unter anderem nach Fredrikstad/Sarpsborg.

## Kirche
In Trømborg befindet sich die Trømborg kirke, eine Holzkirche aus dem Jahr 1878. Sie ersetzte eine steinerne Kirche aus dem Mittelalter, die etwas weiter nördlich stand.

## Name
Trømborg wurde um das Jahr 1400 als Treginsborg erwähnt. Der Name setzt sich wahrscheinlich aus dem Beinamen treginn (deutsch der Traurige) und „-borg“ zusammen.